# صياد (منظومة صواريخ للدفاع الجوي)

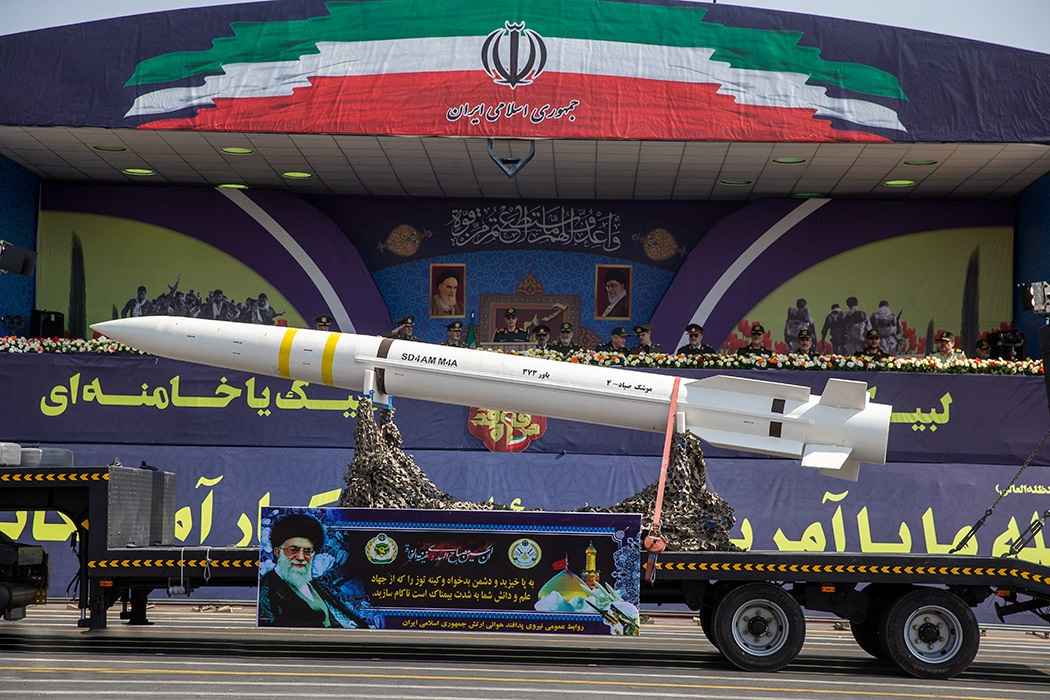
عرض صاروخ صياد 4 خلال أسبوع الدفاع المقدس لعام 2019م جنوب العاصمة طهران

صياد هي سلسلة من صواريخ أرض-جو تعمل بالوقود الصلب (SAM) تصنعها إيران. وتَستَخدِم منظومة باور 373 ومنظومة سوم خرداد.

## النُسَخ
صياد-1: هو الجيل الأول من منظومة الدفاع الجوي الصاروخي المضادة للطائرات، ويبلغ  الرأس الحربي للصاروخ 200 كيلوغرام، اما سرعة الصاروخ فتبلغ 1200 متر في الساعة، وهناك نسخة متوسطة المدى تم تطويرها من صاروخ صياد 1 وهي صاروخ صياد 2.
صياد-2: هو صاروخ دفاع جوي خاص للمدى المتوسط والارتفاع العالي و يعمل بالوقود الصلب ويتمتع بنظام توجيه مزدوج بإمكانه ملاحقة الهدف بشكل آلي. ومن أهم أهدافه تدمير مختلف أنواع المروحيات والطائرات من دون طيار والأهداف ذات السطح المقطّع الراداري الواطئ. تتألف منصة الإطلاق على أربعة حاويات على شكل مكعب مستطيل تستقر بشكل 2*2 على الشاحنة الخاصة.

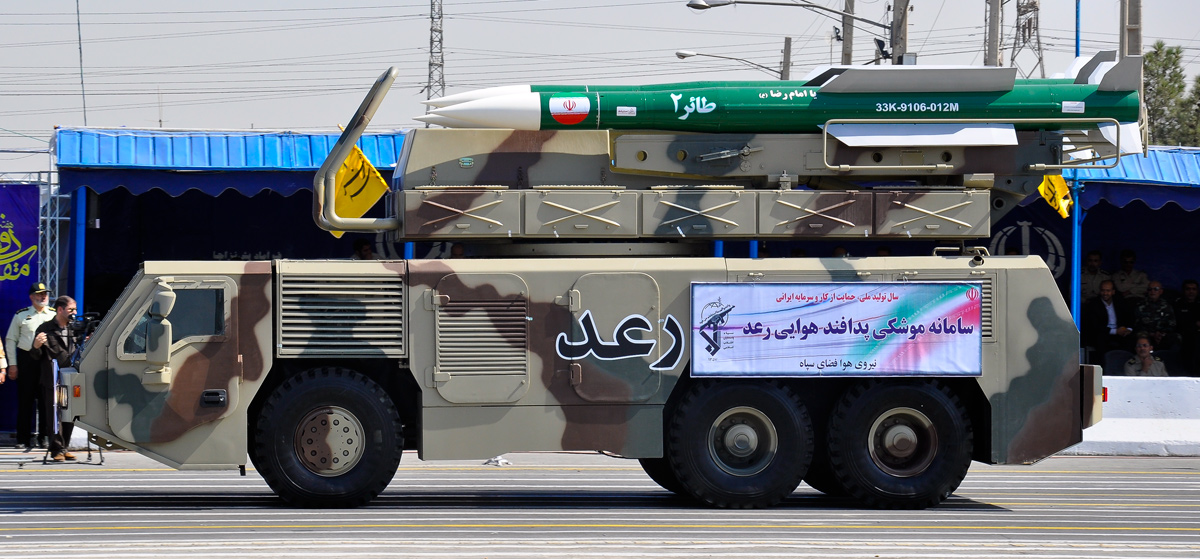
صاروخ صياد-2 على متن نظام رعد الصاروخي للدفاع الجوي

صياد-3: هو صاروخ بعيد المدى ينتمي للجيل الثالث من منظومة الدفاع الجوي الصاروخية الإيرانية (صياد). ويتمتع بثلاثة أنماط من التوجيه بالرادار النشط ونصف النشط وبالأشعة ما تحت الحمراء ويمكنه إصابة الأهداف في مدى 120 كيلومتر وارتفاع 27 كيلومتر. وقد تم اختبار صياد 3 في ديسمبر/كانون الأول 2016م، وتم عرضه لأول مرة في 18 أبريل/نيسان 2017م خلال الاستعراض العسكري بمناسبة اليوم الوطني للجيش الإيراني، وقد أعلنت جمهورية إيران تدشين خط إنتاج جديد منه يوم 22 يوليو/تموز 2017م من أهم خصائص صاروخ صياد 3 هو امتلاكه مدى بحدود 120 كيلومتراً ويستطيع التحليق على ارتفاع 27 كيلومتراً. ويمتلك صاروخ صياد 3 إمكانية التوجيه المركب، وهو مجهز بوسائل بحث فعالة وشبه فعالة، وكذلك وسائل بحث بالأشعة ما دون الحمراء، وله قدرات للتعامل مع مختلف أصناف الحرب الإلكترونية.

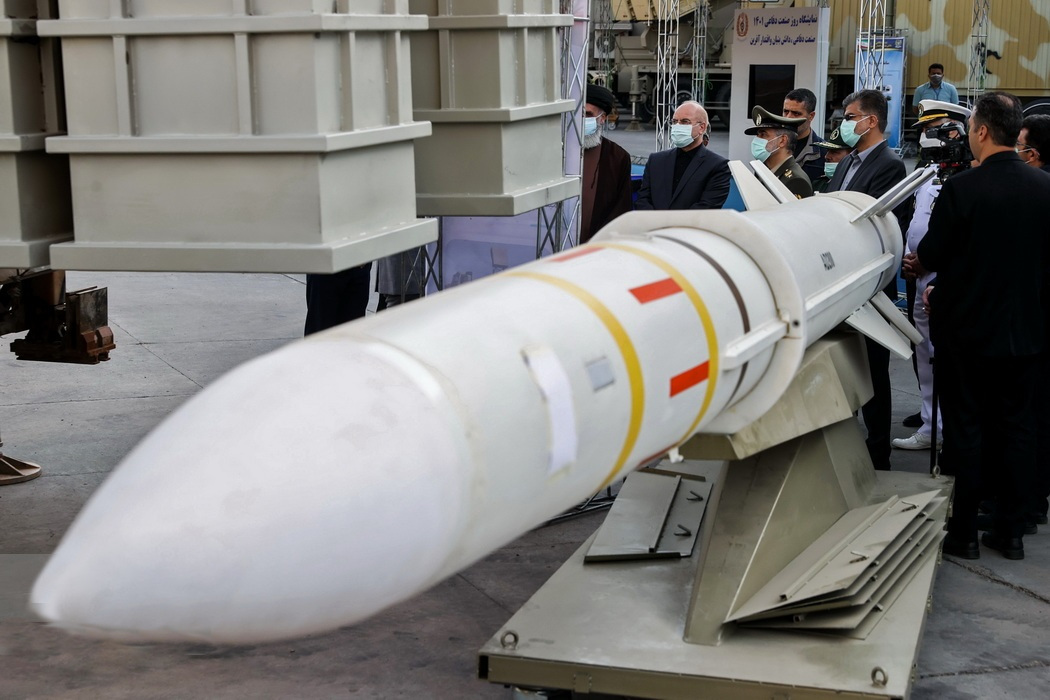
صاروخ صياد 3 للدفاع الجوي في معرض للمعدات العسكرية لوزارة الدفاع وإسناد القوات المسلحة الإيرانية

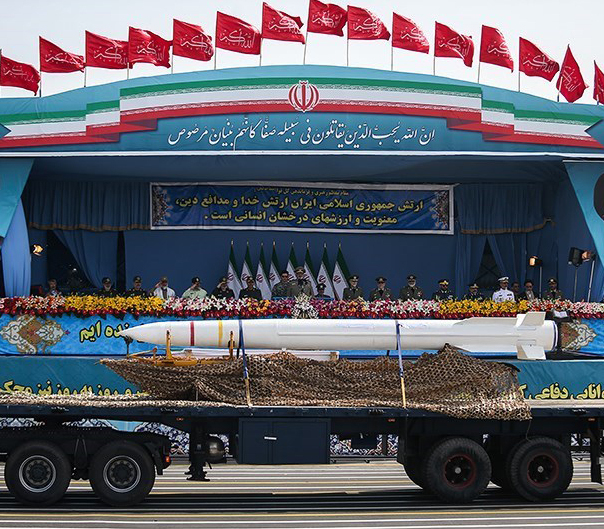
صاروخ صياد 4

صياد-4: هي صواريخ مطورة من صواريخ صياد-1 أرض-جو القادرة على الوصول إلى ارتفاعات أعلى وإصابة أهدافها بدقة أكبر ولهذا النوع من الصواريخ نظام توجيه تركيبي وقدرة عملية عالية. كما أن هذه الصواريخ تأتي في اثنين من قنابل الإطلاق المستطيلة. صواريخ صياد-4 تشبه إلى حدٍ ما صواريخ صياد-3 في الأجنحة والسطوح وتختلف معها قليلاً في شكلها الأمامي. وتم استخدام صواريخ صياد 4 في منظومة باور 373 الإيرانية للدفاع الجوي.
صياد 4B: هو صاروخ إيراني بعيد المدى يعمل بالوقود الصلب. فهو جيل جديد ينتمي لعائلة صواريخ صياد المخصصة للدفاع الجوي. تم الكشف عنه رسمياً في 5 نوفمبر 2022م. وذلك برعاية وزير الدفاع واسناد القوات المسلحة الإيرانية العميد محمد رضا آشتياني، وقائد قوة الدفاع الجوي للجيش العميد علي رضا صباحي فرد ومجموعة من خبراء الصناعات الدفاعية في البلاد. كما وتم تدشين خط الإنتاج الخاص بهذا الصاروخ. وذكرت وكالة الأنباء الإيرانية أنه تم إختبار منظومة باور 373 للدفاع الجوي المطورة بنجاح ضد أهداف ثابتة بعيدة المدى بصاروخ صياد 4B بعيد المدى. وأشارت إلى أن صاروخ صياد 4B يحتوي على وقود صلب، وتم تقييمه بشكل عملي بالكامل لأول مرة.

## طالع ايضاً
- أس - 300
- سيمرغ (صاروخ)
- نور (صاروخ)